# Monumento naturale regionale del Sasso Cavallaccio
Il monumento naturale regionale del Sasso Cavallaccio è un'area protetta che si trova sul Lago Maggiore nel territorio comunale di Ranco, in provincia di Varese. 

## Descrizione
L'area protetta, istituita con D.G.R. 38949 del 22 maggio 1984, tutela il Sasso Cavallaccio o Cavallazzo (Sass Cavalàsc in dialetto locale), un colossale masso erratico che si erge a pochi metri dalla riva sulle acque basse e paludose del golfo della Quassa, in prossimità del confine tra il Comune di Ranco e il Comune di Ispra. Il nome probabilmente deriva dalla curiosa forma che ricorda vagamente quella di una testa equina. Il Sasso Cavallaccio fu descritto per la prima volta dal geologo Antonio Stoppani. 

## Geologia
Questo megalite scistoso è costituito da serpentino, ha una forma prismatica tavolare a spigoli vivi che misura nella parte aerea 5 × 8 m ed è caratterizzato da una forte inclinazione. Per mantenersi in questa posizione è probabile che la parte conficcata al suolo sia notevole e forse preponderante, motivo per cui non è mai stato calcolato il reale volume. Il Sasso Cavallaccio è uno dei tanti massi erratici che si trovano nella zona compresa tra Ranco, Angera, Sesto Calende e Ispra. Avendo la stessa formazione litologica, probabilmente hanno avuto origine da una medesima frana avvenuta forse nella zona delle valli del Gottardo o del Sempione, e trasportanti dal ghiacciaio che copriva tutta l'area del Lago Maggiore nell'ultima glaciazione Würm (24.000 – 10.000 anni fa). Nel comune di Ranco si trova la maggior concentrazione di massi erratici, soprattutto nel versante settentrionale del colle di San Quirico, che probabilmente rappresentava un ostacolo al trasporto glaciale. Alla base del Sasso Cavallaccio è presente una curiosa cavità grossolanamente cilindrica posizionata verso il lago e denominata "marmitta dei giganti", formatasi dall'azione erosiva sulla roccia di un vortice di acqua e ciottoli. Questa cavità è visibile solo quando il livello del lago è molto basso .